# Монаков Дмитро Віталійович
Дмитро Віталійович Монаков (17 лютого 1963, Київ — 21 листопада 2007) — український стрілець, олімпійський чемпіон, заслужений майстер спорту СРСР.

## Життєпис
Дмитро Монаков тренувався в Києві в Спортивному клубі армії.
Золоту олімпійську медаль та звання олімпійського чемпіона він виборов на сеульській Олімпіаді в стендовій стрільбі на траншейному стенді, виступаючи у складі збірної СРСР.
Монаков брав також участь в Олімпіаді в Атланті в складі збірної України, завершивши змагання на 45-му місці.
Неодноразовий чемпіон світу, Європи та України.
Дмитро Монаков помер 21 листопада 2007 від проблем з тромбом.

## Нагороди
- Орден «Знак Пошани»
- Заслужений майстер спорту СРСР (1988 р.)

## Пам'ять
На будинку № 7-А по вулиці Панаса Мирного, де мешкав Дмитро Монаков, встановлена меморіальна дошка. Відкрито 10 серпня 2008 року, скульптор В. Дановський.